# Арпажон сир Сер
Арпажон сир Сер (фр. Arpajon-sur-Cère) насеље је и општина у централној Француској у региону Оверња, у департману Кантал која припада префектури Оријак.
По подацима из 2011. године у општини је живело 6.144 становника, а густина насељености је износила 128,89 становника/km². Општина се простире на површини од 47,67 km². Налази се на средњој надморској висини од 600 метара (максималној 844 m, а минималној 566 m).

## Демографија
| 1962. | 1968. | 1975. | 1982. | 1990. | 1999. | 2011. |
| ----- | ----- | ----- | ----- | ----- | ----- | ----- |
| 3.071 | 3.277 | 4.260 | 4.866 | 5.296 | 5.545 | 6.144 |

График промене броја становника у току последњих година